# Calle Rector (línea de la Séptima Avenida–Broadway)
La Calle Rector es una estación en la línea de la Séptima Avenida-Broadway del Metro de Nueva York de la división A del Interborough Rapid Transit Company. La estación se encuentra localizada en el Bajo Manhattan entre la intersección de la Calle Greenwich y la Calle Rector. La estación es utilizada durante las 24 horas por los trenes del servicio .
A raíz de los atentados del 11 de septiembre de 2001, la estación fue cerrada hasta el 15 de septiembre de 2001, debido al colapso de los túneles de la estación de la Calle Cortlandt. Luego la estación sirvió de terminal para dar construcción a la nueva estación South Ferry–Whitehall, inaugurada en 2009. 